# وودسویل (نیوهمپشایر)
وودسویل (به انگلیسی: Woodsville) شهری در ایالت نیوهمپشایر کشور ایالات متحده آمریکا است که جمعیت آن در سرشماری سال ۲۰۱۰ میلادی، ۱٬۱۲۶ نفر بوده‌است.

## نگارخانه

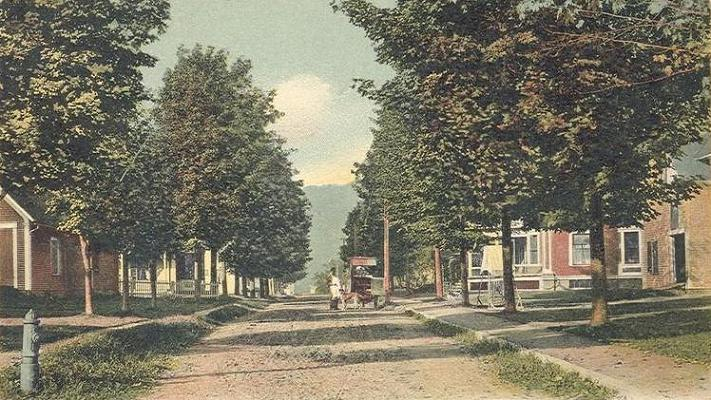
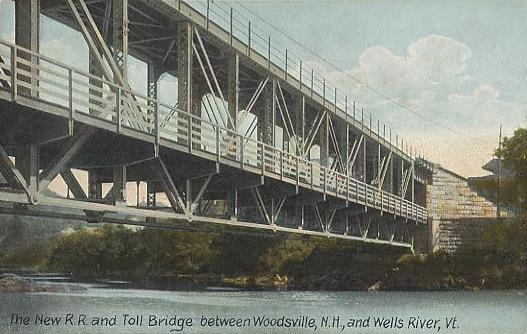
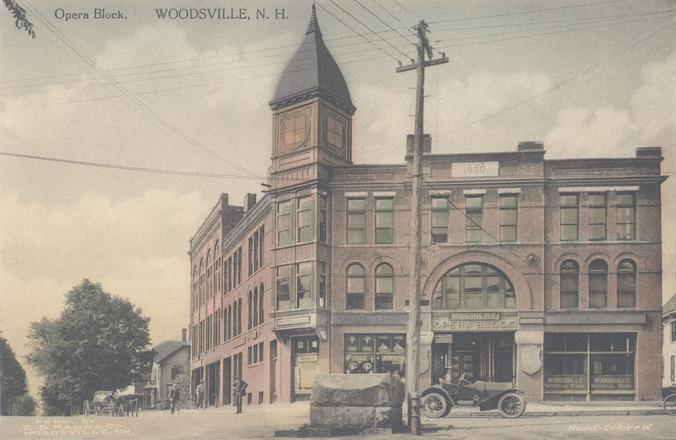